# Жунку-ду-Мараньян

Жунку-ду-Мараньян на карте штата.

Жунку-ду-Мараньян (порт. Junco do Maranhão) — муниципалитет в Бразилии, входит в штат Мараньян. Составная часть мезорегиона Запад штата Мараньян. Входит в экономико-статистический микрорегион Гурупи. Население составляет 4020 человек на 2010 год. Занимает площадь 555,088 км². Плотность населения — 7,24 чел./км².

## Демография
Согласно сведениям, собранным в ходе переписи 2010 г. Национальным институтом географии и статистики (IBGE), население муниципалитета составляет:
| Полное население                               | Полное население                               | Полное население                               | Полное население                               | 4020  |
| ---------------------------------------------- | ---------------------------------------------- | ---------------------------------------------- | ---------------------------------------------- | ----- |
| в том числе:                                   | Городское население                            | 2819                                           | Процент городского населения, %                | 70,12 |
|                                                | Сельское население                             | 1201                                           | Процент сельского населения, %                 | 29,88 |
|                                                | Мужское население                              | 2007                                           | Процент мужского населения, %                  | 49,93 |
|                                                | Женское население                              | 2013                                           | Процент женского населения, %                  | 50,07 |
| Плотность населения, чел/км²                   | Плотность населения, чел/км²                   | Плотность населения, чел/км²                   | Плотность населения, чел/км²                   | 7,24  |
| Население муниципалитета в % к населению штата | Население муниципалитета в % к населению штата | Население муниципалитета в % к населению штата | Население муниципалитета в % к населению штата | 0,06  |

По данным оценки 2016 года, население муниципалитета составляет 3431 житель.
- Валовой внутренний продукт на 2003 год составляет 9 198 834,00 реалов (данные: Бразильский институт географии и статистики).
- Валовой внутренний продукт на душу населения на 2003 год составляет 1520,97 реалов (данные: Бразильский институт географии и статистики).
- Индекс развития человеческого потенциала на 2000 год составляет 0,560 (данные: Программа развития ООН).

## Важнейшие населенные пункты
| № | Населённый пункт  | Населённый пункт (порт.) | Категория | Население чел. (2010) | На карте                       |
| - | ----------------- | ------------------------ | --------- | --------------------- | ------------------------------ |
| 1 | Жунку-ду-Мараньян | Junco do Maranhão        | город     | 2819                  | 1°52′44″ ю. ш. 46°04′18″ з. д. |
| 2 | Вилела            | Vilela                   | поселок   | 460                   | 1°44′57″ ю. ш. 46°03′08″ з. д. |
| 3 | Нова-Вида         | Nova Vida                | поселок   | 302                   | 1°49′17″ ю. ш. 46°06′33″ з. д. |